# Santa Paula de Roma (título cardenalicio)
El título cardenalicio de Santa Paula de Roma fue instituido por el papa Francisco el 14 de febrero de 2015.

## Titulares
- Soane Patita Paini Mafi (2015-)